# Luftfahrtruppen
Las Tropas Imperiales y Reales de Aviación (Kaiserliche und Königliche Luftfahrtruppen o K.u.K. Luftfahrtruppen) fueron la fuerza aérea del Imperio austrohúngaro hasta su disolución en 1918. Combatió tanto en el Frente Oriental como en el Frente Italiano durante la Primera Guerra Mundial. A pesar de ser mucho más pequeña y por lo general menos avanzada tecnológicamente que las fuerzas aéreas alemanas (Luftstreitkräfte) y británicas, se desempeñó con tenacidad y valentía durante la guerra.

## Historia

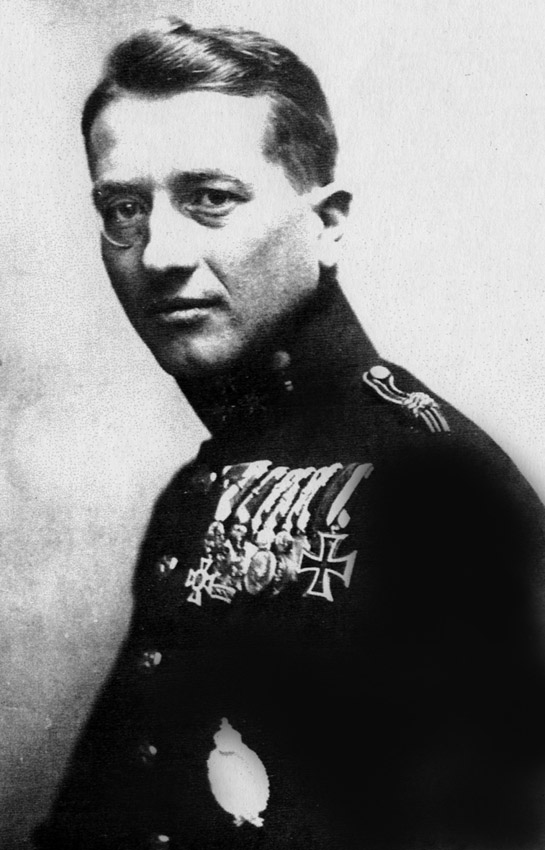
Godwin von Brumowski, as de la aviación austrohúngara.

El Servicio Aéreo comenzó en 1893 como un cuerpo de globos (Militar-Aeronautische Anstalt) y más tarde se reorganizó en 1912 bajo el mando del Mayor Emil Uzelac, un oficial de ingenieros del ejército. El Servicio Aéreo se mantendría bajo su mando hasta el final de la Primera Guerra Mundial en 1918. Los primeros oficiales de la Fuerza Aérea fueron pilotos particulares que no tenían formación aeronáutica militar previa.[cita requerida]
Al estallar la guerra, el Servicio Aéreo estaba compuesto por 10 globos de observación, 85 pilotos y 39 aviones operativos. Para finales de 1914, lograron tener 147 aviones operativos desplegados en 14 unidades. Como Austria-Hungría tenía un Ejército y una Armada comunes, también tenía fuerzas aéreas terrestres y navales. La Armada operaba hidroaviones; Gottfried Freiherr von Banfield llegó a ser un as de la aviación a bordo de uno. Las bases de hidroaviones de la costa del Mar Adriático albergaban asimismo bombarderos. Las variantes más comunes eran los Lohner. Sin embargo, los bombarderos pesados de la serie K organizaron una exitosa ofensiva contra los italianos y tuvieron pocas bajas.
Los pilotos y tripulaciones austrohúngaros inicialmente se enfrentaron a las fuerzas aéreas de Rumania y Rusia, mientras que además se desplegaban unidades aéreas en Serbia, Albania y Montenegro. Sólo la Flota Aérea Militar Imperial rusa representaba una amenaza creíble, aunque su producción en tiempo de guerra de 4.700 aeroplanos no le otorgó ninguna ventaja logística sobre las Luftfahrtruppen antes del cese de sus operaciones a mediados de 1917. Sin embargo, los austrohúngaros solicitaron y recibieron refuerzos aéreos de sus aliados alemanes, sobre todo en Galitzia.
La entrada de Italia a la guerra el 15 de mayo de 1915 abrió otro frente e introdujo al mayor oponente del Imperio en la guerra aérea. El nuevo frente estaba en los Alpes tiroleses, haciendo que los vuelos fueran arriesgados y llevando a una muerte segura a los pilotos que se estrellaban en las montañas. Para remediar la inicial escasez italiana de cazas, Francia destinó un escuadrón para defender Venecia y atacar a los austrohúngaros.
El programa aéreo austrohúngaro de 1916 experimentó un aumento a 48 escuadrones para el fin de año. No obstante, solamente 37 fueron activados a tiempo. Los escuadrones de aviones de reconocimiento biplazas y bombarderos solían tener integrados a su unidad cierto número de cazas, los cuales servían como escoltas en las misiones. Esto reflejaba el énfasis del Alto Mando del Ejército en ligar los cazas a labores defensivas.
Durante 1917, Austria-Hungría elevó el número de escuelas de pilotos a 14, con 1.134 alumnos. El programa de expansión se extendió a 68 escuadrones, y el Servicio Aéreo logró activar las 31 unidades necesarias. Sin embargo, las Luftfahrtruppen comenzaron a perder su campaña contra Italia. El 19 de junio de 1917, la situación se había deteriorado a tal punto en que a una fuerza de ataque italiana de 61 bombarderos y 84 cazas de escolta, solamente se le podía enfrentar con apenas 3 cazas y 23 aviones biplaza. En el plazo de dos meses, las Luftfahrtruppen estaban enfrentándose a más de 200 aviones enemigos cada día. Esta disparidad puede explicarse en parte por la importación de cuatro escuadrones del Royal Flying Corps para incrementar el número de cazas italianos en vísperas de la Batalla de Caporetto. Entonces, al llegar el invierno, la escasez de carbón y otros suministros cruciales redujo aún más la producción de aviones para el Servicio Aéreo.
El plan de Austria-Hungría para 1918 consistía en aumentar su Fuerza Aérea a 100 escuadrones con 1000 pilotos cada uno. La producción debía elevarse a 2.378 aviones para aquel año. Sin embargo, la retirada de las unidades aéreas alemanas para combatir en Francia empeoró la escasez de aviones austrohúngaros. Hacia junio de 1918, los efectivos de las Luftfahrtruppen eran 77 Fliks; de estos, solamente 16 eran escuadrones de caza. Para el 26 de octubre, un grupo de unos 400 aviones italianos, británicos y franceses atacaron desde el aire mientras el Ejército italiano avanzaba hacia la victoria. Los presionados austrohúngaros apenas pudieron desplegar 29 aviones para hacerles frente. El armisticio local del 3 de noviembre de 1918 marcó el fin de las Luftfahrtruppen, ya que su nación de origen pasó a la historia.
La fuerza de las Luftfahrtruppen apenas alcanzó los 550 aviones durante la guerra, a pesar de combatir en cuatro frentes. Sus bajas en tiempo de guerra fueron el 20% de sus pilotos navales muertos en combate o accidente y el 38% de los pilotos del Ejército.

## Aeronaves

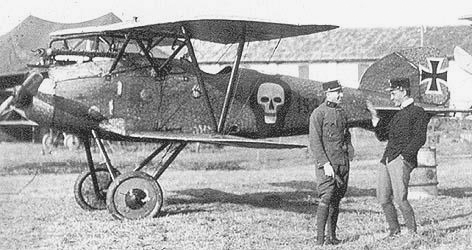
Un Albatros D.III, producido bajo licencia por Oeffrag.

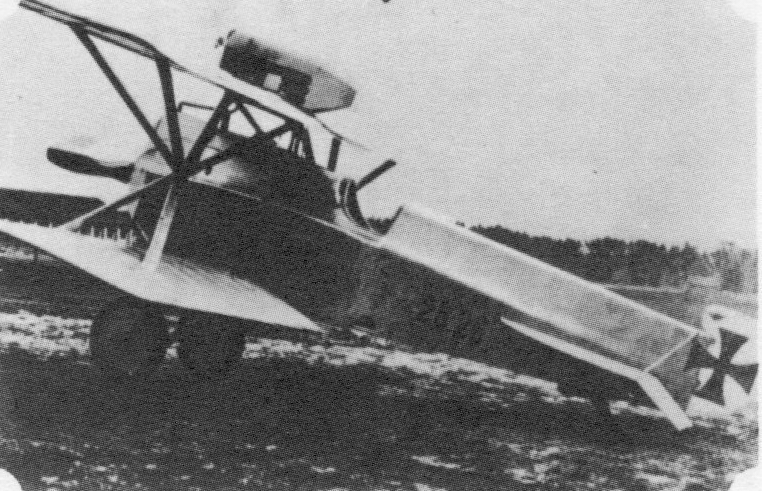
Un Hansa-Brandenburg D.I, uno de los principales cazas de la Luftfahrtruppen.

Los aviones que operaba la Luftfahrtruppen eran una combinación de diseños austrohúngaros construidos dentro del imperio y modelos alemanes que fueron fabricados en el país por empresas austríacas (a menudo con modificaciones). Estos aviones fueron:
- Lohner L
- Lohner C.I
- Fokker A.III
- Fokker E.III
- Knoller C.II
- Hansa-Brandenburg B.I
- Hansa-Brandenburg C.I
- Hansa-Brandenburg D.I
- Hansa-Brandenburg G.I
- Aviatik B.III
- Aviatik D.I
- Albatros B.I
- Albatros D.II
- Albatros D.III
- Phönix D.I

A pesar de que todas las potencias europeas no estaban preparadas para la moderna guerra aérea al estallar la Primera Guerra Mundial, el Imperio austrohúngaro era el más desaventajado debido a sus tradicionalistas jefes militares y civiles, aunado a un nivel relativamente bajo de industrialización. La economía agrícola del imperio incidía negativamente en las innovaciones. Las pocas industrias que tenía eran erróneamente empleadas para fabricar aviones; en lugar de producir un solo tipo de aviones en líneas de ensamblaje adecuadas, se otorgaban contratos a múltiples fábricas, las cuales ya producían varios tipos de aviones. La escasez de trabajadores calificados también afectó la producción. El retraso tecnológico no solo estaba limitado a la producción artesanal de aviones en lugar de emplear líneas de ensamblaje. Por ejemplo, al caza austrohúngaro más empleado, el Hansa-Brandenburg D.I, le faltaba el mecanismo interruptor que permitía al avión disparar sus ametralladoras entre las palas de la hélice en movimiento.
La producción durante la guerra fue de 5.180 aviones durante cuatro años de guerra; en comparación, Italia, el principal enemigo del Imperio austrohúngaro, construyó unos 12.000 aviones en tres años. Era una práctica común que los oficiales del Ejército austrohúngaro inspeccionasen los aviones recién fabricados antes de que salieran de la fábrica.
Antes de la guerra, el Ejército también operó cuatro dirigibles en Fischamend:
- Militärluftschiff I (1909-1914), también conocido como Parseval PL 4.
- Militärluftschiff II (1910-1913), también conocido como Lebaudy 6 Autrichienne
- Militärluftschiff III (1911-1914)
- Militärluftschiff IV (1912)

El Militärluftschiff III fue destruido por una colisión con un Farman HF.20 el 20 de junio de 1914. Este accidente marcó el final del programa de dirigibles. Durante la guerra, el Ejército mostró interés en comprar Zeppelines alemanes, pero no adquirió ninguno. La Armada ordenó en 1917 que se fabricasen localmente, pero ninguno fue terminado antes del Armisticio. Estos fueron desmantelados por los Aliados tras la guerra.

## Organización

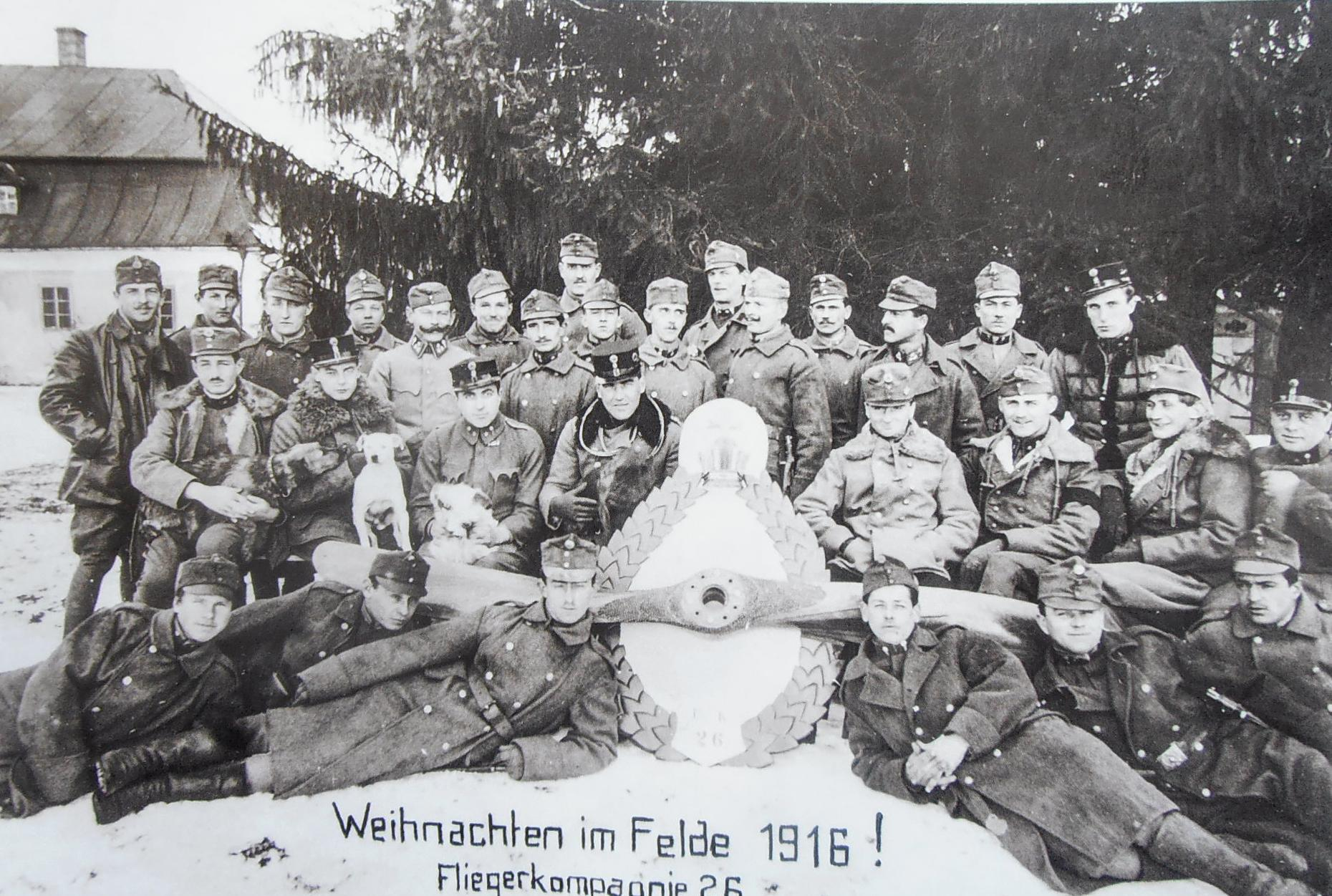
Escuadrón de vuelo 26 de las Luftfahrtruppen

Las K. u. K Luftfahrtruppen tenían una organización de tres niveles. El primero de estos era el Fliegerarsenal (arsenal aeronáutico), una compleja burocracia del Ministerio de Guerra. Los nuevos aviones eran enviados de la fábrica a un grupo Flars para ser aprobados. Estos grupos estaban situados en:
- N.° I  en Aspern, Austria.
- N.° II en Budapest, Hungría.
- N.° III en Wiener-Neustadt (más tarde mudado a la fábrica Anatra de Odesa).
- N.° IV en Campoformido, Italia
- Un grupo sin número en Berlín para aceptar aviones alemanes.[19]

A su vez, los Flars suministraban los aviones a los Fliegeretappenpark (parques de aviación). Estos Fleps eran responsables del suministro de un sector de combate de las fuerzas austrohúngaras. Suministraban aviones y repuestos a las unidades aéreas. Además servían como talleres para aviones severamente dañados; podían reparar algunos aviones que no podían repararse en un taller de primera línea y enviaban los más dañados a la fábrica. Había tres Fleps al inicio de la guerra, que aumentaron a once al final de esta.
Otras unidades de nivel intermedio de la K. u. K Luftfahrtruppen eran las Fliegerersatzkompanie (compañías de pilotos de reemplazo). Estos depósitos de reemplazos tenían un doble propósito. No solamente entrenaban y enviaban tripulantes y personal de mantenimiento a las unidades de primera línea, sino que también entrenaban nuevas unidades para ser destinadas al frente. Al final de la guerra había 22 Fleks.
Finalmente, estaban las unidades de primera línea de las K. u. K Luftfahrtruppen. Estas Fliegercompanies (Compañías de pilotos) estaban infradotadas, pocas veces teniendo más de ocho pilotos por unidad. Al final de la guerra existían 77 Fliks. Para 1917, a su número de unidad se le agregó una letra que indicaba la misión de la unidad. Por ejemplo: 
- J significaba Jagdfliegercompanie, un escuadrón de caza.
- P significaba Photoeinsitzerkompanie, un escuadrón de reconocimiento fotográfico equipado con aviones monoplaza. 'Rb' indicaba un escuadrón de reconocimiento capaz de hacer secuencias fotográficas y mosaicos.
- D indicaba que un escuadrón era una Divisionsfliegerkompanie, que efectuaba vuelos de reconocimiento de corto alcance para una división del Ejército.
- K indicaba que un escuadrón era una Korpsfliegerkompanie, que efectuaba vuelos de reconocimiento de corto alcance para un cuerpo del Ejército.
- F, en cambio, era una unidad de reconocimiento de largo alcance.
- S era un escuadrón de ataque a tierra; frecuentemente eran empleados como escuadrones D.
- G indicaba un escuadrón de bombarderos.[22]

## Insignias
Al estallar la guerra, los aviones austrohúngaros estaban llamativamente pintados con bandas rojas y blancas en todo su fuselaje. Estas fueron rápidamente descartadas, pero se conservaron las bandas rojo/blanco/rojo en el timón y las puntas de las alas. Los aviones suministrados desde Alemania generalmente llegaban con las habituales cruces negras ya pintadas, que fueron oficialmente adoptadas a partir de 1916, aunque algunos aviones ocasionalmente conservaron algunas bandas rojiblancas.
El Imperio austrohúngaro produjo 413 hidroaviones durante la guerra. Estos aviones navales tenían marcajes más elaborados. Usualmente, un hidrocanoa llevaba una cruz patada negra sobre un cuadrado blanco como insignia nacional; estas cruces iban en la parte superior de las alas tanto a babor como a estribor, en la parte inferior de las alas y en ambos lados del casco. Adicionalmente, la deriva y los timones de profundidad estaban pintados en rojo y blanco; además a veces se aplicaban bandas rojiblancas a las puntas de las alas. También había números de serie pintados en el casco.

Insignia general
Insignia desde 1915
Insignia usada en 1918